# Raúl Vizcardo Otazo
Gerardo Raúl Vizcardo Otazo (Arequipa, 24 de septiembre de 1946 - Callao, 20 de febrero del 2017) fue un político peruano. Fue diputado por el Callao en el periodo 1985-1990 y dirigente del Partido Aprista Peruano en la región Callao.

## Biografía
Nació en la región Arequipa en Perú, el 24 de septiembre de 1947. Fue hijo de Sixto Vizcardo y de Rosa Otazo.
Desde el año 1956 reside en la ciudad del Callao donde luego cursó sus estudios primarios y secundarios, terminando estos en la Gran Unidad Escolar 2 de Mayo del Callao.
Tras residir en la ciudad chalaca, Raúl Vizcardo se afilió a temprana edad al Partido Aprista Peruano, partido político fundado por Víctor Raúl Haya de la Torre, y conformó la primera directiva de la Juventud Aprista en el Callao, en donde colaboró captando a estudiantes escolares para la militancia aprista.
Participó en las elecciones del año 1985 como candidato a diputado por el Callao por el Partido Aprista Peruano, resultando elegido con 22,916 votos para el periodo parlamentario 1985-1990.
Intentó ser reelegido en las elecciones de 1990, sin embargo no tuvo éxito. Luego en las elecciones municipales del año 2002 fue candidato aprista a la alcaldía del Callao, quedando en segundo ante el triunfo de Álex Kouri y obteniendo tres regidores municipales.
En las elecciones regionales del 2006 se presentó como candidato a la vicepresidencia del Gobierno Regional del Callao por el Movimiento Amplio Regional Callao de Rogelio Canches, quien iba a la reelección y quedó en segundo lugar.

## Fallecimiento
El 20 de febrero del 2017, Raúl Vizcardo falleció a los 70 años en el Callao. Posteriormente en el año 2018, la alcaldesa del distrito de La Perla, Patricia Chirinos, le otorgó una medalla de reconocimiento por su destacada trayectoria social y política.